# The 3 Tenors in Concert 1994
The 3 Tenors In Concert 1994 è un album live di José Carreras, Plácido Domingo e Luciano Pavarotti (I Tre Tenori) con il direttore d'orchestra Zubin Mehta, pubblicato nel 1994. L'album è stato registrato il 16 luglio dello stesso anno al Dodger Stadium di Los Angeles con la Philharmonic Orchestra e il coro della Los Angeles Opera, alla vigilia di USA '94.
L'album ha raggiunto la 1ª posizione in Austria (per quattro settimane), Svezia (per due settimane), Australia e Nuova Zelanda, 2^ in Olanda e Germania (dove rimane in classifica per 48 settimane) e la 3^ in Svizzera. Il disco ha venduto oltre 12 milioni di copie nel mondo.
Il concerto è stato seguito in televisione da un miliardo e 300 milioni di persone, a cui si aggiunsero i 70 000 che vi assistettero sul posto. Inoltre, al concerto erano presenti Frank Sinatra, Arnold Schwarzenegger, George Bush e Gene Kelly.

## Tracce
1. "O souverain, ô juge, ô père" (José Carreras) - (Atto III, scena 3^ di Le Cid di Jules Massenet)
2. "Amor, vida de mi vida" (Plácido Domingo) - (da Maravilla di Federico Moreno Torroba)
3. "Pourquoi me réveiller" (Luciano Pavarotti) - (Atto III di Werther (opera) di Jules Massenet)
4. "With A Song In My Heart" (José Carreras) - (da Spring Is Here di Rodgers e Hart)
5. "Granada (Lara)" (Plácido Domingo) - (Agustín Lara)
6. "Non ti scordar di me" (Luciano Pavarotti) - (Ernesto De Curtis)
7. "My Way" (I Tre Tenori) - (Frank Sinatra)
8. "Moon River (brano musicale)" (I Tre Tenori)- (Johnny Mercer (parole) e Henry Mancini)
9. "Because" (I Tre Tenori) - (Guy d'Hardelot)
10. "Singin' in the Rain (brano musicale)" (I Tre Tenori) - (Arthur Freed (parole) e musica di Nacio Herb Brown)
11. "Tu ca nun chiagne" (José Carreras) - (Ernesto De Curtis)
12. "Vesti la giubba" (Plácido Domingo) - (Atto I di Pagliacci (opera), di Ruggero Leoncavallo)
13. "Nessun dorma" (Luciano Pavarotti) - (Atto III di Turandot di Giacomo Puccini)
14. "America" (I Tre Tenori) - (Atto I di West Side Story, di Leonard Bernstein; parole di Stephen Sondheim)
15. "All I Ask of You" (I Tre Tenori) - (Atto I di The Phantom of the Opera, di Andrew Lloyd Webber)
16. "Funiculì funiculà" (I Tre Tenori) - (Luigi Denza)
17. "Aquarela do Brasil" (I Tre Tenori) - (Ary Barroso)
18. "Be My Love" (I Tre Tenori) - (musica di Nicholas Brodzsky, parole di Sammy Cahn)
19. "Marechiare" (I Tre Tenori) - (Paolo Tosti)
20. "Lippen Schweigen" (I Tre Tenori) - (Franz Lehár)
21. "Santa Lucia luntana" (I Tre Tenori) - (E. A. Mario)
22. "Those Were the Days" (I Tre Tenori) - (Gene Raskin)
23. "Te Quiero Dijiste" (I Tre Tenori) - (Maria Grever)
24. "Torna a Surriento" (I Tre Tenori) - (Ernesto De Curtis)
25. "La donna è mobile" (I Tre Tenori) - (Atto III di Rigoletto di Giuseppe Verdi)
26. "Libiamo ne' lieti calici" (I Tre Tenori) - (Atto I de La traviata di Giuseppe Verdi)
27. "Nessun dorma" (I Tre Tenori) - (Atto III di Turandot di Giacomo Puccini)

## Omissioni
Le arie omesse dall'album sono Amor, vida de mi vida, cantata da Plácido Domingo, E lucevan le stelle, cantata da José Carreras e l'Ave Maria intonata da Pavarotti. Successivamente 'O sole mio, cantata dai tre, è stata rimossa.

## Classifiche

### Classifiche settimanali
| Classifica (1994-1995) | Posizione massima |
| ---------------------- | ----------------- |
| Australia              | 1                 |
| Austria                | 1                 |
| Belgio                 | 1                 |
| Belgio (Fiandre)       | 34                |
| Belgio (Vallonia)      | 36                |
| Danimarca              | 2                 |
| Europa                 | 1                 |
| Finlandia              | 5                 |
| Francia                | 4                 |
| Germania               | 2                 |
| Irlanda                | 1                 |
| Italia                 | 2                 |
| Norvegia               | 19                |
| Nuova Zelanda          | 1                 |
| Paesi Bassi            | 2                 |
| Portogallo             | 3                 |
| Regno Unito            | 1                 |
| Spagna                 | 1                 |
| Stati Uniti            | 4                 |
| Svezia                 | 1                 |
| Svizzera               | 3                 |
| Ungheria               | 3                 |
| Classifica (2007)      | Posizione massima |
| Argentina              | 10                |

### Classifiche di fine anno
| Classifica (1994) | Posizione |
| ----------------- | --------- |
| Australia         | 17        |
| Austria           | 11        |
| Europa            | 13        |
| Francia           | 17        |
| Germania          | 26        |
| Italia            | 18        |
| Paesi Bassi       | 22        |
| Regno Unito       | 15        |
| Svizzera          | 44        |